# 三趾馬
三趾馬（さんしば）とは、各脚に指が3本ある馬の総称である。
馬の祖先は各脚に5本の指を持っていたが、現存している馬の各脚の指は1本である。これは、進化の過程で第3指が発達する一方、他の指が退化したためである。三趾馬はその進化の途中で登場したもので、第1指と第5指が退化している。
三趾馬は馬の脚の指が減っていく過程を表したものとして、馬の進化を考える上で重要な存在である。
また、前脚の指が4本、後脚の指が3本の馬も含む場合がある。これは、趾とは脚の指のことであるが、狭義では後脚の指のことであるためである。